# (4454) Kumiko
(4454) Kumiko est un astéroïde de la ceinture principale.

## Description
(4454) Kumiko est un astéroïde de la ceinture principale. Il fut découvert le 2 novembre 1988 à Kushiro par Seiji Ueda et Hiroshi Kaneda. Il présente une orbite caractérisée par un demi-grand axe de 3,19 UA, une excentricité de 0,10 et une inclinaison de 0,7° par rapport à l'écliptique.

## Compléments